# Le Bonheur d'en face
Le Bonheur d’en face  est une série télévisée belge en vingt-six épisodes de 26 minutes réalisée par Teff Erhat et diffusée à partir de 1988 sur RTBF1 puis diffusée sur TF1 à partir du 15 mai 1989, puis rediffusée durant la saison 1995-1996 sur Club RTL.

## Synopsis
Irène Lecoin, grand reporter ayant parcouru le monde entier depuis 25 ans, revient à Bruxelles pour l’acquisition d’une grande maison pleine de charme dont elle vient d’hériter. À peine installée dans la maison, elle s’ennuie (l’inactivité la déprime). Très vite, elle décide de louer ses chambres à 4 jeunes dans le vent.
Si seulement elle se doutait dans quelles aventures ses locataires si attachants vont l’entraîner.

## Distribution
- Annie Cordy : Irène Lecoin
- Patricia Ide : Elisabeth
- Martine Willequet : Frédérique
- Michel Kacen : Robert
- Alain Leempoel : Jean-Philippe Beaulieu
- Alexandre Von Sivers : Maître Gallet  (épisodes 1, 12, 18, 26)
- Françoise Oriane : Madame Beaulieu  (épisodes 1, 3, 18, 23)
- Paul Clairy : Henri  (épisodes 4, 17, 26)

Guest stars
- Jacques Lippe : Monsieur Beaulieu  (épisode 1)
- André Lamy : Le voisin  (épisode 1)
- Annabelle Mouloudji : Amélie  (épisode 2)

- Éric Blanc : Toussaint (épisode 4)
- Salvatore Adamo : livreur (épisode 5)
- Marion et Judith : dans leur propre rôle (épisode 5)
- Roger Carel : Cheikh Bismillah  (épisode 6)
- Guy Van Riet : dans le rôle du « Gorille »  (épisode 6)
- Guy Montagné : Fernand (épisode 8)
- Catherine Claeys : Viviane (épisodes 8, 10)
- Jean-Pierre Aumont : dans son propre rôle (épisode 10)
- Isabelle Paternotte : Marilyn (épisode 11)
- Hélène Gailly, Gisela Olson, Ylva Horngren, Assa Samuelsson (épisode 11)
- Christian Alers : Ballotin (épisode 12)
- Pietro Pizzuti : Stany (épisode 12)
- Adrian Brine : Gaspachou (épisode 13)
- Philippe Geluck : présentateur (épisode 13)
- Maurice Risch : Loeuf  (épisode 14)
- Christian Labeau : Lapoule (épisode 14)
- Antonio Mogadouro : Gaëtan  (épisode 15)
- Alix Mariaule : Nelly (épisode 15)
- Jean Roucas : Jean-Paul Mostin (épisode 16)
- Jacques François : Raoul (épisode 18)
- Bernard Perpete : Yvan (épisode 19)
- Roger Mirmont : Carlo (épisode 20)
- André Gaillard : Albert (épisode 22)
- Louis Velle : Édouard Papie (épisode 24)
- Éric De Staercke : Patrick  (épisode 25)

## Épisodes
1. La maison d’Irène
2. Chassé-croisé
3. Croque Monsieur
4. Noir sur Blanc
5. Du cœur à l’ouvrage
6. Cheikh-in, cheikh-out
7. Diplomatiquement vôtre
8. Mon veau légionnaire
9. Roman-photo
10. Retour de flamme
11. Loup solitaire cherche brebis
12. Le testament nouveau est arrivé
13. Sombre melo et lentilles
14. Le coup du lapin
15. Gaëtan le magnifique
16. Chassez le naturel
17. Une indienne tonique
18. Tea-time
19. Entre la poire et le faux mage
20. Jeux de dame
21. La vie en prose
22. L’orage et le désespoir
23. Des tuiles et une toile
24. Le temps du muet
25. La passion selon Elisabeth
26. Le bonheur est en face